# روبرت إي. غروس
روبرت إي. غروس (بالإنجليزية: Robert E. Gross)‏ هو شخصية أعمال أمريكي، ولد في 11 مايو 1897، وتوفي في 3 سبتمبر 1961 بسبب سرطان البنكرياس.

## روابط خارجية
- روبرت إي. غروس على موقع مونزينجر (الألمانية)